# Nieuwe Compagnie

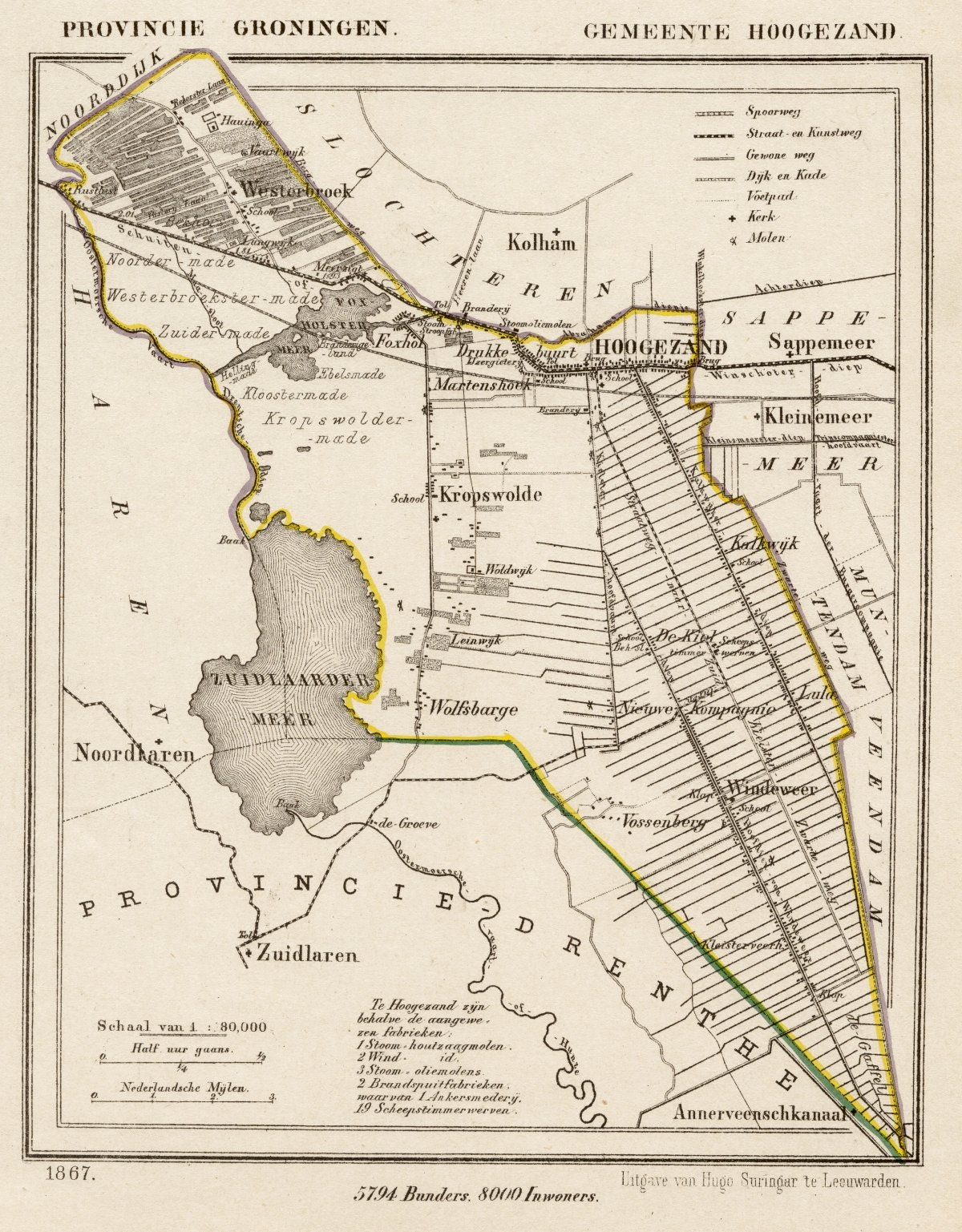
"Nieuwe Kompagnie" op een kaart van de voormalige gemeente Hoogezand uit 1867.

Nieuwe Compagnie (Gronings: Nijkomnij) is een streek en buurtschap in de gemeente Midden-Groningen in de provincie Groningen in Nederland. Het ligt even ten westen van Kiel-Windeweer. Het Nieuwe Compagniesterdiep waaraan de streek lag is in 1967 bijna volledig gedempt, waarbij alleen in het zuiden een klein stukje bewaard gebleven is. De naam Nieuwe Compagnie verwijst naar de Nieuwe Friesche Compagnie, die hier in 1647 begon met het ontginnen van het veengebied.
Centraal in Nieuwe Compagnie staat de voormalige aardappelmeelfabriek De Toekomst uit 1900. Deze ligt langs de Leinewijk die haaks staat op het oude diep. De Leinewijk maakt deel uit van een nieuw vaarcircuit waarmee het Zuidlaardermeer verbonden wordt met het Stadskanaal bij Bareveld. In het kader van dat project wordt de dam die bij Nieuwe Compagnie lag, vervangen door een sluis.

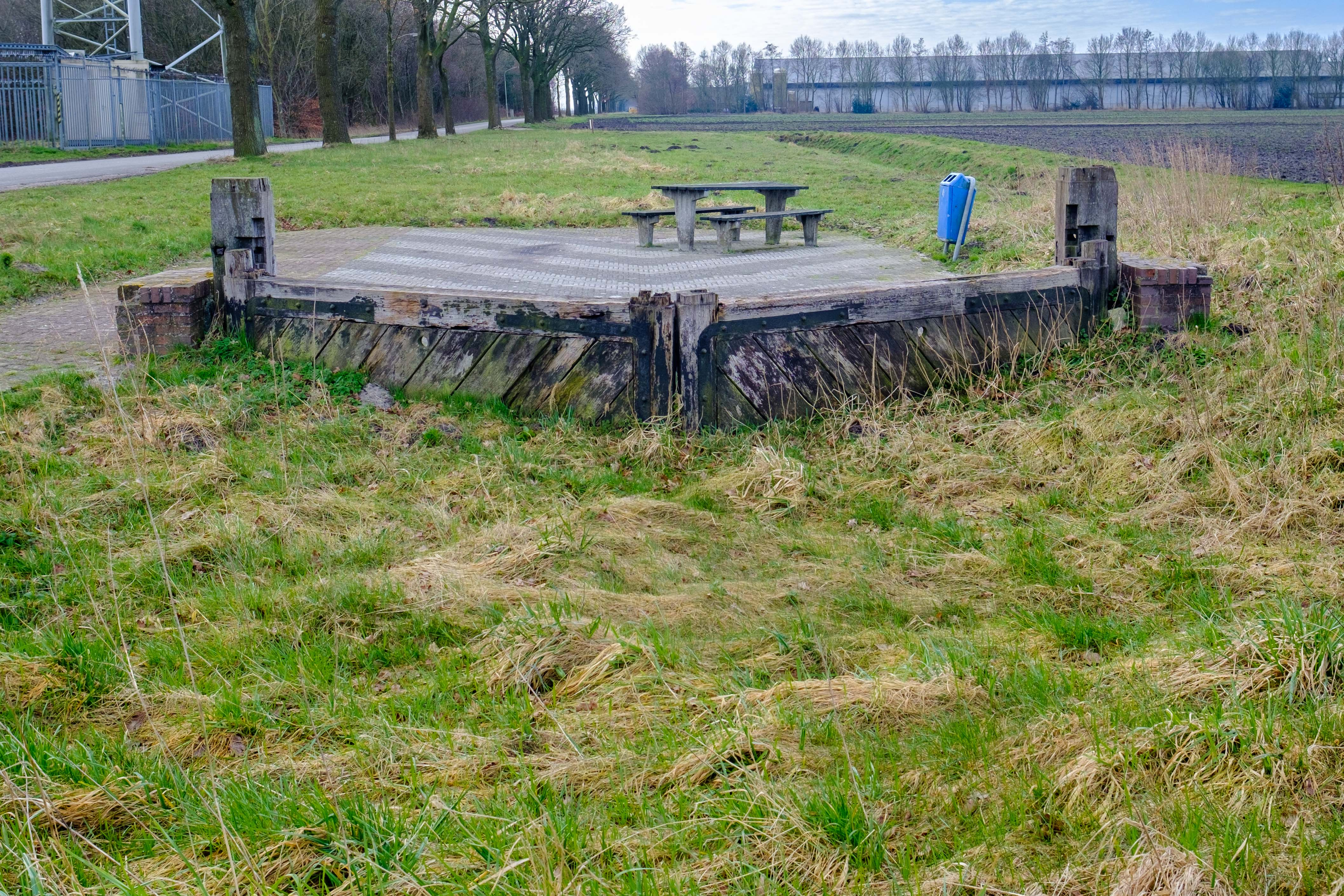
Voormalige schutsluis van het Nieuwe Compagniesterdiep gezien vanaf het Kielsterdiep in de richting van het zuiden. Het diep werd in 1967 gedempt.